# 科德菲什島
科德菲什島（英語：Codfish island）是一個位於紐西蘭南部第三大島斯圖爾特島西部的一個小島（14km²），最高點位於島上的南面海岸249米。地方雖小，但卻是一個沒有獵食者的鳥類天堂，在其上包括有極危物種的鴞鸚鵡，也有紐西蘭特有的卡卡鸚鵡（Nestor meridionalis）、黃額鸚鵡（Cyanoramphus auriceps）、紅額鸚鵡（Cyanoramphus novaezelandiae）、蕨鶯（Bowdleria punctatus）及原生的短尾蝠屬蝙蝠等。白頭刺鶯（Mohoua ochrocephala）也在近年移至此地，而黃眼企鵝及峽灣企鵝也會在海岸上繁殖。
由於物種豐富，因此科學研究及紐西蘭保育部的工作人員常往來此島。唯一往來的口岸在島的西北部，小型飛機及直昇機為可行的交通工具。此島目前並不開放給公眾參觀，但一些與環境保護有關的義務工作則偶爾會選址在這裡。

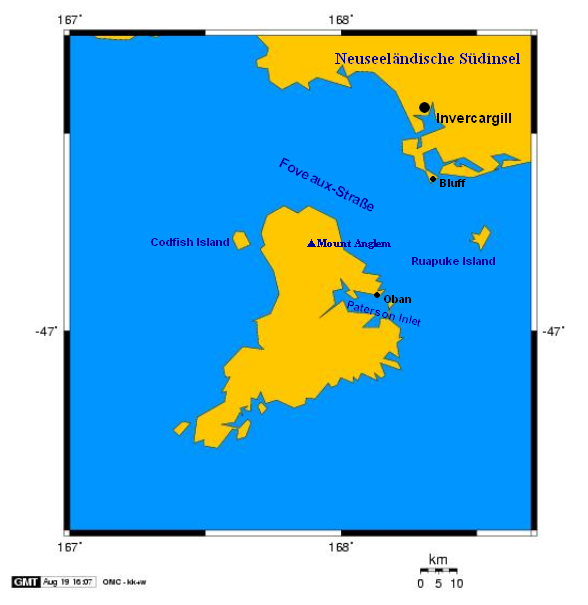
科德菲什島，右上方為斯圖爾特島

科德菲什島的英文名稱來自一種在附近活動的特有魚類藍擬鱸，所以命名為「Codfish island」。毛利語「Whenua Hou」則指一片「新的土地」。

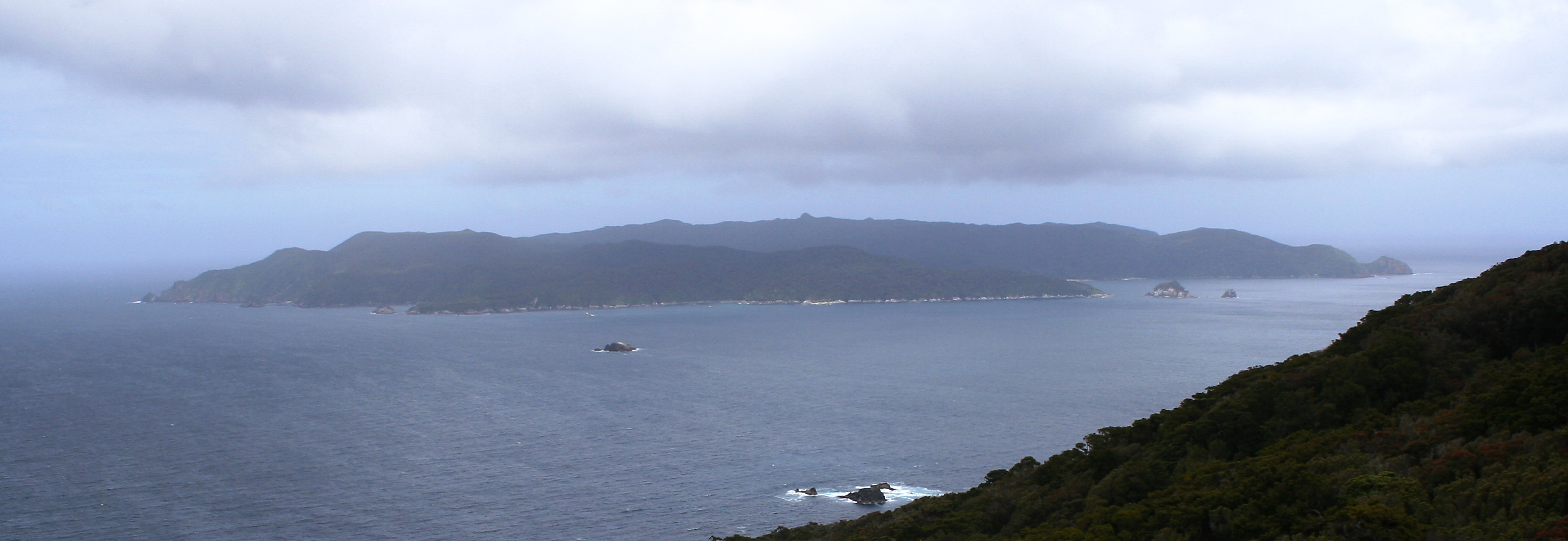
有近一半的鴞鸚鵡在科德菲什島上繁衍

## 外部連結
- Minders: The Kakapo caregivers of Codfish Island （页面存档备份，存于）